# Les Abrets
Les Abrets foi uma comuna francesa na região administrativa de Auvérnia-Ródano-Alpes, no departamento de Isère. Estendia-se por uma área de 6,89 km².
Em 1 de janeiro de 2016, passou a formar parte da nova comuna de Les Abrets-en-Dauphiné.